# Haworthia marxii
Haworthia marxii är en grästrädsväxtart som beskrevs av Gildenh. Haworthia marxii ingår i släktet Haworthia och familjen grästrädsväxter. Inga underarter finns listade i Catalogue of Life.